# آلن جی. پویندسکتر
آلان جی. پویندسکتر (به انگلیسی: Alan G. Poindexter) فضانورد اهل کشور ایالات متحده آمریکا است که در ۵ نوامبر ۱۹۶۱ میلادی در پاسادینا، کالیفرنیا زاده شد. وی در مأموریت اس‌تی‌اس-۱۲۲، اس‌تی‌اس-۱۳۱ حضور داشته‌است.